# Монометилхидразин
Монометилхидразинът (метилхидразин, MMH) е химическо вещество, производно на хидразина, използвано най-често като ракетно гориво.

## Качества
Монометилхидразинът при нормална температура е бистра, безцветна, лесно подвижна течност. Поради високото налягане на наситените си пари е силно летлив.
Представлява дериват на хидразина, с формула CH3N2H3. Подобно на него и на диметилхидразина е силно реактивен. При повишена температура се разпада до азот и въглеводороди с отделяне на топлина.
Лесно запалим е. В присъствие на някои окислители (двуазотен четириокис, димяща азотна киселина) се самозапалва.

## Произход
В естествени условия следи от него се срещат в обикновената печурка, и в повечето гъби от рода на дипленките, най-вече обикновената дипленка.

## Съхраняване
Нестабилен е при контакт с въздуха, но на практика не предизвиква корозия на материалите, използвани обикновено за направа на резервоари. Обикновено се съхранява в резервоари от нисковъглеродна стомана.

## Употреба
Основната му употреба е като ракетно гориво, обикновено като хиперголичен бипропелант в комбинация с двуазотен четириокис или азотно-окисна смес.
Предимствата му са:
- хиперголичност
- сравнително добър специфичен импулс
- сравнително висока плътност
- изисква системи за съхранение, които са лесни за производство и поддръжка, прости и леки
- достатъчно стабилен е, за да се използва в регенеративно охлаждани ракетни двигатели

Недостатъците му са:
- висока токсичност
- канцерогенност

Използва се основно в орбитални двигатели на космически апарати, по-рядко в ракети-носители. Някои от системите, в които се използва, са:
- орбиталните двигатели на космическата совалка
- орбиталните двигатели на АТК
- третата степен на ракетата-носител Ариана 5.

## Безопасност
Макар и по-безопасен от асиметричния диметилхидразин, монометилхидразинът е токсичен и канцерогенен. При попадане върху кожата прониква през нея. При човека дразни лигавиците на очите, дихателните пътища и храносмилателния тракт, силно възбужда централната нервна система, води до гадене и повръщане, при по-високи концентрации и до загуба на съзнанието.

### Неутрализиране на разлят монометилхидразин
Както и при други хидразинови горива, се извършва основно с хлорни соли на калция – калциев хипохлорид и хлорна вар.
Бетон, почва и сродни повърхности се обработват с каша от вода и хлорни соли (1:1), при норма 4 л. на м2. Кашата се оставя да действа 2 часа, след което се отмива с вода. Отмитата вода се обезврежда с хлорни соли в 15-кратен излишък.